# توماس دون
توماس دون (بالإنجليزية: Thomas Dunne)‏ هو جيولوجي أمريكي، ولد في 21 أبريل 1943.